# Lorenzo Alessandri
Lorenzo Alessandri (Roma, 22 settembre 1948) è un attore italiano.

## Biografia
Attore caratterista italiano, esordisce negli anni sessanta in teatro rappresentando varie opere teatrali e in televisione e al cinema negli anni ottanta perlopiù in ruoli da comprimario. Negli anni novanta, ottiene maggiore risalto quando viene diretto più volte dall'attore Nanni Moretti, inoltre riesce a ottenere una lieve notorietà grazie al film La scuola di Daniele Luchetti in cui interpreta il severo marito della professoressa Majello, interpretata da Anna Galiena. Questo ruolo rimane impresso nella collettività cinematografica tanto che infatti viene richiesto più volte in altri film la cui tematica è quella delle problematiche giovanili e contemporanee.

## Filmografia

### Cinema
- I giorni di Antonio, regia di Dario D'Ambrosi - cortometraggio (1983)
- Er Moretto - Von liebe leben, regia di Simon Bischoff (1984)
- Otello, regia di Franco Zeffirelli (1986)
- Aurelia, regia di Giorgio Molteni (1986)
- Me twin, regia di Claudio Prati - cortometraggio (1986)
- Chi c'è c'è, regia di Piero Natoli (1987)
- W Verde, regia di Ennio Marzocchini (1989)
- Anteprima, regia di Giancarlo Nanni (1990)
- Caro diario, regia di Nanni Moretti (1993)
- La scuola, regia di Daniele Luchetti (1995)
- La venere di Willendorf, regia di Elisabetta Lodoli (1996)
- Mi fai un favore, regia di Giancarlo Scarchilli (1996)
- 1/1/1996, regia di Francesco Pavolini - cortometraggio (1996)
- Auguri professore, regia di Riccardo Milani (1997)
- La classe non è acqua, regia di Cecilia Calvi (1997)
- Aprile, regia di Nanni Moretti (1998)
- I fobici, regia di Giancarlo Scarchilli (1999)
- Mi sei entrata nel cuore come una lama di coltello, regia di Cecilia Calvi (1999)
- Nuovo Sacher, regia di Cecilia Calvi - cortometraggio (2000)
- La stanza del figlio, regia di Nanni Moretti (2001)
- Volare, regia di Dario D'Ambrosi - cortometraggio (2001)
- Il ronzio delle mosche, regia di Dario D'Ambrosi (2003)
- Il caimano, regia di Nanni Moretti (2006)
- La donna giocattolo, regia di Nino Marino (2006)
- L'uomo gallo, regia di Dario D'Ambrosi (2011)
- Il giocatore invisibile, regia di Stefano Alpini (2016)

### Televisione
- Gramsci, regia di Raffaele Maiello - miniserie TV (1981)
- Attentato al Papa, regia di Giuseppe Fina - miniserie TV (1986)
- Piazza Navona - serie TV, episodio 1x05 (1988)
- Il giudice istruttore, regia di Florestano Vancini - miniserie TV (1990)
- Il grande fuoco, regia di Fabrizio Costa - miniserie TV (1995)
- AleX - serie TV, episodio 1x01 (1997)
- La vita che verrà, regia di Pasquale Pozzessere - miniserie TV (1999)
- Linda e il brigadiere - serie TV, episodio 3x04 (2000)
- Carabinieri - serie TV, episodio 1x20 (2002)
- Salvo D'Acquisto, regia di Alberto Sironi - miniserie TV (2003)
- La omicidi, regia di Riccardo Milani - miniserie TV (2004)
- Distretto di Polizia 5, regia Lucio Gaudino – serie TV, episodio 5x02 (2005)
- Medicina generale, regia di Renato De Maria - serie TV (2007)
- Distretto di Polizia 7, regia di Alessandro Capone - serie TV, episodio 7x21 (2007)
- R.I.S. 4 - Delitti imperfetti, regia di Pier Belloni - serie TV, episodio 4x10 (2008)
- I Cesaroni, regia di Stefano Vicario – serie TV, episodio 4x06 (2010)
- R.I.S. Roma 2 - Delitti imperfetti, regia di Francesco Micciché, episodio 2x07 (2011)